# George Gray
George Gray (New Castle, 1840. május 4. – Wilmington, 1925. augusztus 7.) az Amerikai Egyesült Államok szenátora (Delaware, 1885–1899).